# Brya hirsuta
Brya hirsuta là một loài thực vật có hoa trong họ Đậu. Loài này được Borhidi miêu tả khoa học đầu tiên.